# Spannungsregler

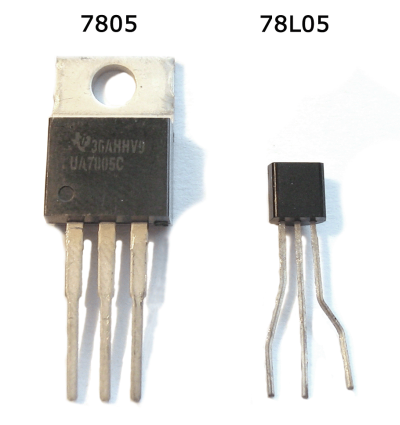
Integrierte lineare 5 V-Festspannungs-Längsregler: links 1,5 A, Gehäuse TO-220, rechts 0,1 A, Gehäuse TO-92

Ein Spannungsregler stabilisiert eine elektrische Spannung, meist eine Gleichspannung, als Betriebsspannung einer Schaltung, um Schwankungen der Eingangsspannung, z. B. von einer Batterie oder dem Stromnetz, in weiten Bereichen auszugleichen. Dafür werden heute meist integrierte Schaltungen verwendet. Diese elektronischen Spannungsregler erfüllen häufig noch weitere Aufgaben, wie Überstrombegrenzung oder Abschaltung der Ausgangsspannung über einen Shutdown-Pin. Fast immer waren Spannungsregler früher Linearregler und sind heute Schaltregler.
Mit Stelltransformatoren und magnetischen Spannungskonstantern können auch Wechselspannungen stabilisiert werden.

## Überblick

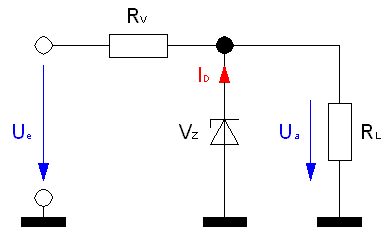
Eine Spannungsstabilisierung mit einer Zenerdiode ist kein Längs-, sondern ein Querregler. Regelungstechnisch betrachtet ist es allerdings ein Steller, weil hier kein Regelkreis besteht. (Parallelregler)

Elektronische Schaltungen benötigen fast immer eine konstante Betriebsspannung, die sowohl unabhängig von der Eingangsspannung als auch stabil, d. h. unabhängig von der Stromaufnahme ist.
Die Netzspannung darf um ±10 %, also von 207 V bis 253 V, schwanken. Bei einem konventionellen Trafo muss daher die Betriebsspannung grundsätzlich stabilisiert werden, wodurch gleichzeitig die Restwelligkeit hinter dem Gleichrichter weitgehend beseitigt wird. Batterien und Akkus haben einen ähnlich weiten Spannungsbereich von voll geladen bis komplett entladen.
Bei Gleichspannungsreglern gibt es unterschiedliche Prinzipien:
Für kleinste Leistungen wie bei Referenzspannungsquellen verwendet man keine Regler, sondern Stabilisierungsschaltungen mit Zenerdioden, wie im nebenstehenden Prinzipbild gezeigt. Ausschlaggebend für die Funktion ist der besonders geringe differentielle Widerstand dieser Bauelemente von etwa 5 Ω, der viel kleiner sein muss als Rv. Denn nur dann bleibt die Ausgangsspannung Ua auch bei größeren Schwankungen des Laststromes annähernd konstant.
Linearregler verwenden einen Leistungstransistor, der wie ein elektronisch variierbarer Widerstand arbeitet. Weicht die Ausgangsspannung vom Sollwert ab, wird die Differenz verstärkt und zum Leistungstransistor zurückgeführt (Regelkreis). Nachteilig ist der relativ geringe Wirkungsgrad bei einer großen Differenz zwischen Ein- und Ausgangsspannung und dadurch meist die Notwendigkeit, den Leistungstransistor zu kühlen. Vorteile: Lastwechsel können schnell und gut ausgeglichen werden, für kleine Leistungen gibt es sehr preiswerte Bausteine. Am Ausgang gibt es keine Wechselspannungsreste, außerdem wird keine Störstrahlung (EMV) erzeugt. So lassen sich empfindliche Analogschaltungen problemlos betreiben.
Schaltregler enthalten einen Leistungstransistor, der mit hoher Frequenz (einige kHz bis MHz) ein- und ausgeschaltet wird, und eine Induktivität oder einen Trafo. Dieser Transistor ist immer ganz gesperrt oder ganz offen und wird daher nur gering erwärmt. So können hohe Wirkungsgrade über 90 % erreicht werden. Das verlängert die Betriebsdauer von batteriebetriebenen Geräten wie Laptops. Nachteilig ist, dass die Schaltung wegen der intern verwendeten leistungsstarken Wechselfrequenz gut abgeschirmt werden muss (Elektromagnetische Verträglichkeit) und dass am Ausgang immer ein geringer Anteil dieser Wechselspannung messbar ist. Das stört weniger Digitalschaltungen oder Ladegeräte, sehr wohl aber empfindliche Verstärker z. B. in Funkgeräten, HiFi-Anlagen oder EEGs.
Schaltregler gibt es als Abwärts- und Aufwärtswandler. Bei letzteren ist die Ausgangsspannung stets größer als die Eingangsspannung, das ist bei Linearreglern prinzipiell nicht möglich.

## Lineare Regler
Man unterscheidet die Parallelstabilisierung (Querregler), die Serienstabilisierung (Längsregler) sowie die Kombination aus beiden.
Beim Querregler liegt die Last (der Verbraucher) parallel zur Reglerschaltung und er wandelt immer die gesamte nicht benötigte Leistung in Wärme um. Überdies treten oft Verluste im nötigen vorgeschalteten Bauteil zur Strombegrenzung (im einfachsten Fall ein Widerstand) auf. Dieses auch als Shuntregler bezeichnete Verfahren wird aufgrund der Verluste nur dann verwendet, wenn z. B. die entnommene Leistung nur gering ist oder die Regelgeschwindigkeit hoch sein muss.
Beim Längsregler liegt die Regelstrecke (sogenannter Längstransistor) in Reihe mit dem Verbraucher. Diese Schaltung nimmt nur etwas mehr als den Laststrom auf und ist daher effizienter als eine Parallelstabilisierung; sie wird deshalb in der Elektronik am häufigsten eingesetzt.
Unabhängig vom Reglertyp gehört zu einem Spannungsregler immer eine Referenzspannungsquelle, die entsprechend den Anforderungen aus einer unterschiedlich komplexen Schaltung besteht. Zum Einsatz kommt im einfachsten Fall die Reihenschaltung aus einer Zenerdiode und Vorwiderstand, des Weiteren die bei integrierten Schaltkreisen bevorzugte Bandabstandsreferenz und bei Präzisionsanwendungen eine Zenerdiode mit geregelter Beschaltung oder spezielle temperaturkompensierte Bandabstandsreferenzen.

### Längsregler
Als Längsregler finden meist integrierte Schaltungen Verwendung, die die Regelstrecke (Leistungstransistor), den Regler und eine Referenzspannungsquelle enthalten. Man unterscheidet:
- Festspannungsregler: Ausgangsspannung wird herstellerseitig festgelegt
- Einstellbare Spannungsregler: Ausgangsspannung ist mittels eines Spannungsteilers wählbar

#### Wirkungsgrad
Der Wirkungsgrad {\displaystyle \eta } errechnet sich bei einem Linearregler wie folgt. Dabei wird der Eigenstromverbrauch des Reglers („Querstrom“) oft vernachlässigt, weil er im Verhältnis zum Ausgangsstrom klein ist.
{\displaystyle \eta ={\frac {P_{\text{aus}}}{P_{\text{ein}}}}={\frac {U_{\text{aus}}\cdot I_{\text{aus}}}{U_{\text{ein}}\cdot I_{\text{ein}}}}\;{\stackrel {I_{\text{aus}}=I_{\text{ein}}}{=}}\;{\frac {U_{\text{aus}}}{U_{\text{ein}}}}}
Somit ist der Wirkungsgrad im Rahmen der Annahmen nur abhängig von der Ein- und Ausgangsspannung.

#### Funktionsbeispiel Steller

Stabilisator mit Z-Diode

Eine Gleichrichterschaltung liefert UE und wird von Dz auf Uz stabilisiert. Rv dient zur Strombegrenzung von Dz und muss gleichzeitig auch den wechselnden Basisstrom von Q liefern. Der Transistor arbeitet als Emitterfolger, weshalb die Ausgangsspannung UA etwas kleiner ist als Uz. Die Differenz Uz − UA ist nicht konstant (Basis-Emitterspannung von Q, etwa 0,6 V), sondern ändert sich mit dem Emitterstrom. Deshalb ist die Stabilität schlechter als die der Zenerdiode (die differenziellen Widerstände von Zenerdiode und Widerstand müssen addiert werden, was zu einem schlechteren Stabilisierungsfaktor führt). Vorteil ist, dass man einen deutlich größeren Strom entnehmen kann, weil dieser hauptsächlich über die Kollektor-Emitter-Strecke läuft. Der Transistor muss meist mit einem Kühlkörper versehen werden, um die entstehende Verlustleistung abzuführen.
Diese Schaltung ist ein Stellglied im Sinne der Regelungstechnik, weil keine Rückführung des Ausgangs auf den Eingang stattfindet.

#### Funktionsbeispiel Regler

Kollektorschaltung als idealer Transistor durch Impedanzwandler per Operationsverstärker, kann ebenso als verstärkter Spannungsfolger (Emitterfolger) gesehen werden und ist die Grundschaltung linearer Spannungsregler: U_{e}=U_{a}

Einstellbarer Längsregler mit OP

Um eine exaktere Stabilisierung zu erhalten, werden z. B. in integrierten Spannungsreglern oder Labornetzteilen Operationsverstärker (OP) eingesetzt. Die folgende Schaltung zeigt das Prinzip integrierter Spannungsregler, lediglich die Strombegrenzung und der Übertemperaturschutz fehlen:
Der nichtinvertierende Eingang des OP wird fest auf Uz stabilisiert. Mit dem Poti R2 wird ein Teil der Ausgangsspannung abgegriffen und vom OP mit Uz verglichen. Der Unterschied der beiden Größen – Regelabweichung genannt – wird verstärkt und ändert die Stromdurchlässigkeit des Leistungstransistors. Im Gegensatz zum vorher gezeigten Stabilisator kontrolliert hier der OP die Ausgangsspannung und regelt gegebenenfalls nach. Benutzt man für R2 einen „normalen“ Widerstand, so hat man einen Festspannungsregler.
Eine Verbesserung kann erreicht werden, wenn Q gegen einen pnp-Transistor oder p-MOSFET getauscht wird. Zusätzlich müssen die Eingänge des OP und Kollektor/Emitter von Q getauscht werden. Wird ein pnp-Transistor verwendet, ist auch durch die Zwischenschaltung eines Basiswiderstandes RB eine wirksame Strombegrenzung möglich. Wird dieser Widerstand durch ein Potentiometer in Reihe ergänzt, kann der maximal entnehmbare Laststrom eingestellt werden. Dieser ist etwa UE · β / RB
Die gezeigte Schaltung ist rudimentär, weil sie weder kurzschluss- noch übertemperaturfest ist. Integrierte Spannungsregler besitzen fast immer interne Schutzschaltungen, welche bei Überstrom oder Übertemperatur des Chips den Strom durch den Regler drosseln oder abschalten.

#### Kennwerte integrierter linearer Längsregler
Übliche Festspannungsregler sind für Eingangsspannungen bis 40 V ausgelegt. Es werden auch Regler für negative Spannungen angeboten. Bei den meisten Längsreglern ist eine Mindest-Spannungsdifferenz zwischen Ein- und Ausgang von 1,5–3 V erforderlich.
Das Bild zeigt die Beschaltung eines Festspannungsreglers und eines einstellbaren Spannungsreglers.

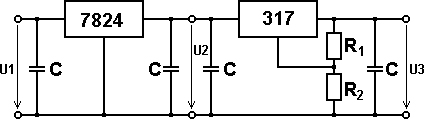
Anwendung von Spannungsreglern

Der Fixspannungsregler U2, hier ein LM7824, benötigt nur kleine Kondensatoren am Ein- und Ausgang. Am Ausgang wird sich eine Spannung von 24 V einstellen.
Der einstellbare Spannungsregler LM317, U1 in nebenstehender Schaltskizze, und auf speziell diesen Typ beziehen sich die folgenden Ausführungen, benötigt noch einen Spannungsteiler zum Einstellen der Ausgangsspannung. Hier muss sich zwischen Steueranschluss und Ausgangsanschluss {\displaystyle U_{\text{Ref}}=1{,}25\,\mathrm {V} } einstellen:
{\displaystyle U_{3}=U_{\text{Ref}}\cdot \left(1+{\frac {R_{2}}{R_{1}}}\right)+I_{\text{Adj}}\cdot R_{2}}
Die Ausgangsspannung ergibt sich also aus dem Verhältnis von {\displaystyle R_{2}} zu {\displaystyle R_{1}}. Der Anteil des zweiten Gliedes ist aufgrund des geringen Stromes {\displaystyle I_{\text{Adj}}\approx 50\,{\text{µA}}} mit {\displaystyle 0{,}055\,\mathrm {V} } vernachlässigbar gering, wenn der Längsstrom im Spannungsteiler nicht zu klein, also die Absolutwerte der Widerstände nicht zu groß sind. Mit {\displaystyle R_{2}=1{,}1\,\mathrm {k} \Omega } und {\displaystyle R_{1}=100\,\Omega } erhält man zum Beispiel 15 V am Ausgang U3.

#### Low-Drop-Längsregler

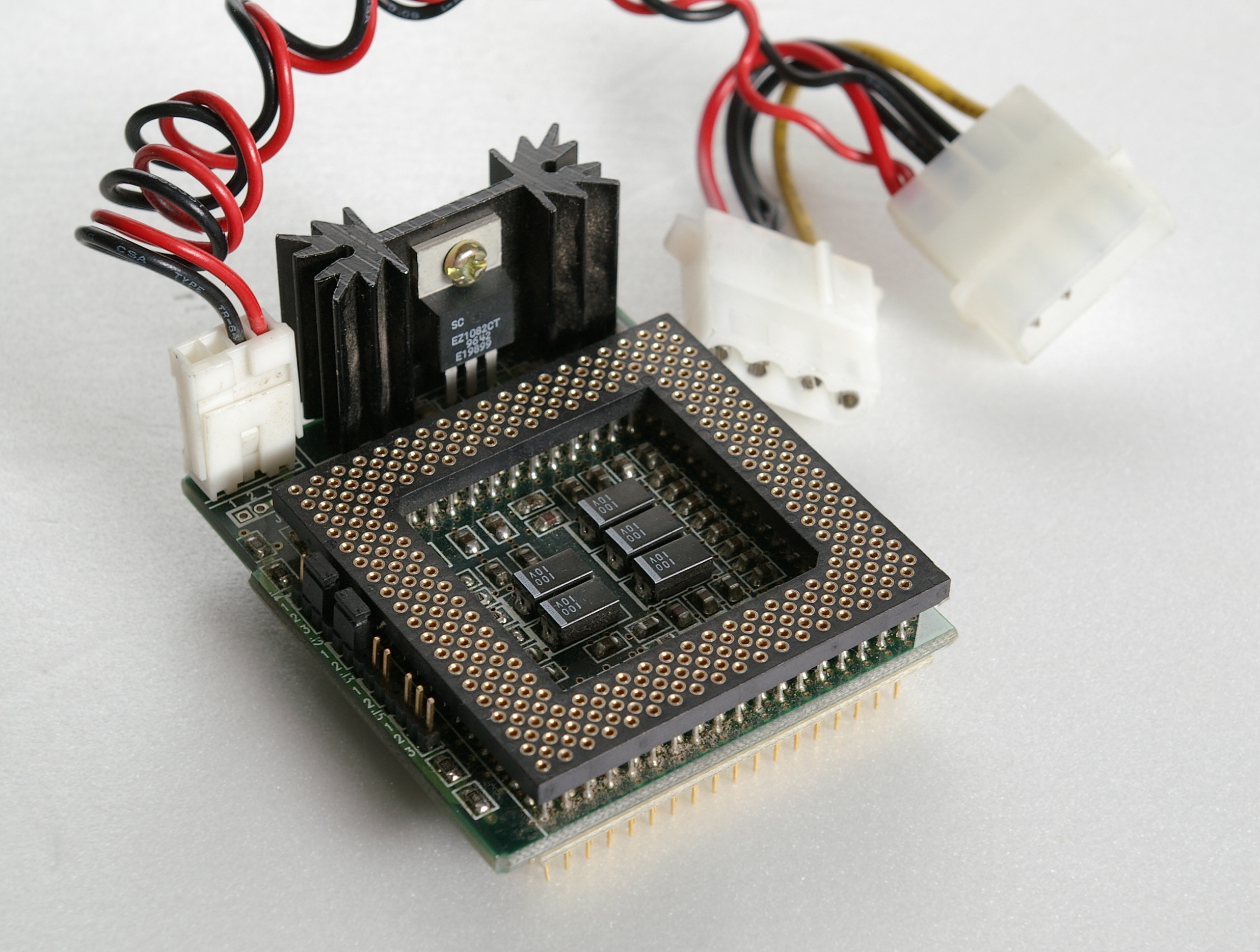
Low-Drop-Linearregler auf einer CPU-Adapterfassung (Sockel 7)

Ein Low-Drop-Spannungsregler (abgekürzt LDO für Low Drop-Out) ist ein Längsregler mit einer geringeren minimal erforderlichen Differenz zwischen Ein- und Ausgangsspannung (0,1 V bis 1 V statt 1,5 V bis 3 V bei anderen Reglern). Die LDO-Eigenschaft wird in bipolarer Schaltungstechnik durch den Einsatz eines pnp-Transistors im Längszweig erreicht. Alternativ kann auch ein p-Kanal-Anreicherungs-MOSFET genutzt werden, z. B. IRF4905. Dieser wird statt eines npn-Transistors wie in obigen Schaltungen eingesetzt. Der pnp-Transistor kann dann bis in seine Sättigung getrieben werden, was die geringe Spannungsdifferenz von minimal rund 0,2 V zwischen Eingang (Emitter) und Ausgang (Kollektor) erlaubt. Beispielsweise können mit LDOs 3,3 V aus 4 V gewonnen werden.
LDOs verringern auch die Verluste, und das speisende Netzteil kann knapper ausgelegt werden. Der Nachteil besteht darin, dass Low-Drop-Längsregler stärker zu Schwingungen neigen. Der Grund liegt darin, dass der pnp-Transistor in Längsrichtung wegen der Verlustleistung eine relativ große Struktur aufweist, damit verbunden eine relativ große Basis-Emitter-Kapazität, welche durch den Millereffekt zusätzlich verstärkt wird. Dadurch entsteht in der Übertragungsfunktion ein dominanter Pol, welcher ohne Gegenmassen die Phasenreserve im Regelkreis negativ werden lässt, was zu unerwünschten Schwingungen führen kann.

#### Beschaltung

Durch eine Diode geschützter Regler

Integrierte Spannungsregler besitzen fast immer eine thermische Abschaltung und eine Strombegrenzung, sind somit bedingt kurzschluss- und überlastfest. Es wird jedoch nicht empfohlen, die thermische Abschaltung als alleinigen Überlastschutz vorzusehen. Gegen Verpolung sind v. a. ältere Regler-IC nicht geschützt. Die Regler können bei ungeeigneter Beschaltung unbeabsichtigt schwingen. Das ist nicht nur für die Spannungsregler gefährlich, es können auch unerwünschte hochfrequente Schwingungen und Transienten in der Last erzeugt werden. Diese bleiben leicht unbemerkt, da sie bei einer Gleichspannungsmessung nicht angezeigt werden.
Zur Vermeidung unerwünschten Schwingens und zum besseren Verhalten bei Lastsprüngen erfordern Spannungsregler externe Kondensatoren, entsprechend ihrem Datenblatt. Nicht alle im nebenstehenden Schaltplan eingezeichneten Kondensatoren sind zwingend notwendig, bei der populären 78xx-Reihe ist laut Datenblatt nur C2 mit mindestens 100 nF vorgeschrieben. Er muss induktionsarm sein, also einen niedrigen ESL-Wert aufweisen, das ist i. d. R. ein Keramikkondensator. Zusätzlich muss der Kondensator mit möglichst kurzen Leiterbahnen mit dem Regler verbunden sein, da auch große Leitungsinduktivitäten zum Schwingen führen können.
Andere Regler erfordern zwingend nur C3. Bei der 78xx-Reihe verbessert C3 das Regelverhalten bei schnellen Lastwechseln.
Die zusätzlichen Kondensatoren C1 und C4 sind optional. C1 kann zum Beispiel als Glättungskondensator nach einem Gleichrichter erforderlich sein und – falls er niederimpedant ist – C2 ersetzen. Ein großer C4 verbessert das Verhalten bei Lastwechseln und fängt kurze Lastspitzen ab. Nachteilig ist die in ihm gespeicherte Energie beim Ausschalten.
Daher schützt die optionale Diode D1 vom Ausgang zum Eingang den Regler, wenn beim Ausschalten die Ausgangsspannung höher als die Eingangsspannung wird, wodurch ein Strom rückwärts durch ihn fließt, was ihn zerstört. Die Schutzdiode ist insbesondere bei großem C4 erforderlich, wenn die Gefahr besteht, dass eingangsseitig ein Kurzschluss stattfindet oder weitere Lasten beim Ausschalten Strom aufnehmen.

#### Verwendung als Konstantstromquelle
Wird ein fester Widerstand zwischen den Ausgang des Spannungsreglers und seinen Fußpunkt geschaltet, wird die Spannung über dem Widerstand konstant gehalten und damit auch der Strom durch diesen Widerstand. Auf diese Weise kann eine einfache Konstantstromquelle realisiert werden, die als Zweipol in Reihe in einen Stromkreis eingebaut werden kann.

#### Typenbezeichnungen 78xx
Aufgrund ihres Alters (Einführung 1972) und der geringen Kosten (ab wenigen Cent) sind diese Festspannungsregler weit verbreitet:
- 78xx (positive Ausgangsspannungen – Positivregler)[3]
- 79xx (negative Ausgangsspannungen – Negativregler)

xx = Ausgangsspannung, Normspannungen: 5 V, 9 V, 12 V, 15 V, …
zum Beispiel 7805 = Positivregler für 5 V Ausgangsspannung oder 7812 = Positivregler für 12 V Ausgangsspannung.
Je nach Hersteller kann vor der Ziffernfolge 78 noch ein Präfix stehen. Üblich sind µA78xx, MC78xx, LM78xx und L78xx.

Hinter der Bezeichnung 78Sxx verbirgt sich ein 2-A-Typ, unter 78Txx einer für 3 A. Die 5-A-Typen haben meist die Bezeichnung 78Hxx. Kleinere Ausführungen sind 78Mxx für 0,5-A-Typen und 78Lxx für 0,1-A-Typen. Oft bezeichnet ein Buchstabe nach der Spannungsangabe die Toleranz. Als Anhaltspunkt können ein A für ±2 % und ein C für ±4 % dienen. Beispiel: MC7809A für Positivregler, 9 V, Toleranz 2 %, Gehäuse TO-220.

#### Einstellbare Spannungsregler
Beispiele für verbreitete einstellbare Spannungsregler sind:
- LM317 (positive Ausgangsspannungen – Positivregler)
- LM337 (negative Ausgangsspannungen – Negativregler)
- L200 (Positivregler, Spannungs- und Stromregelung möglich. Abgekündigt.)[4]
- LM723 (Positivregler, Spannungs- und Stromregelung möglich, etwas aufwändigere Beschaltung, früher oft in Labornetzteilen verwendet)[5]

### Querregler

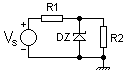
Querregler mit Z-Diode

Querregler, auch Parallelregler oder Shuntregler genannt, sind parallel zum Verbraucher geschaltet und nehmen immer soviel Strom auf, um die Spannung an ihren Klemmen konstant zu halten. Sie müssen daher aus einer strombegrenzten Quelle gespeist werden. Die Strombegrenzung besteht in der Regel aus einem vorgeschalteten Widerstand, bei Kondensatornetzteilen aus einem Kondensator.
Querregler werden nur für kleine Leistungen eingesetzt (Referenzspannungsquellen, kleine Gleichspannungsquellen).
Die Ausgangsspannung von Querreglern ist kurzschlussfest, wenn das strombegrenzende Glied die erhöhte Verlustleistung verträgt. Der Querregler selbst hat bei maximaler Last (und auch bei Kurzschluss) seine geringste Belastung.
Als Querregler werden neben diskreten Schaltungen in einfachen Fällen Zenerdioden, für höhere Stabilitätsanforderungen integrierte Schaltungen eingesetzt. Diese integrierten Schaltungen sind, ebenso wie Längsregler, für fixe Spannungen (z. B. 2,5 V, 4,096 V, 5 V) wie auch in einstellbaren Varianten erhältlich. Sie werden auch Referenzspannungsquelle genannt, da das ihr Hauptanwendungsgebiet ist (es gibt jedoch auch Referenzspannungsquellen in der Schaltungsart eines Längsreglers). Querregler verhalten sich nach außen wie eine hochstabile, temperaturunabhängige Zenerdiode.
Typenbeispiele:
- LM336, fixe Spannung
- TL431, einstellbar

#### Laderegler oder Schutzschaltung für Akkus
Eine Überladung bei vollem Akku wird dadurch verhindert, dass bei Erreichen der maximalen Ladespannung der größte Teil des Stromes in einem Querregler abgezweigt und in Wärme umgewandelt wird. Diese Ladespannungsbegrenzung ist in vielen der dafür besonders empfindlichen Lithium-Ionen-Akkumulatoren, zusammen mit weiterer Überwachungselektronik, wie Stromsicherung, Endladeschlussspannungskontrolle und einer Temperaturüberwachung direkt mit in das Gehäuse des (LapTop-)Akkupacks bzw. in (Handy-)Einzelzellen eingebaut. Eine Ladespannungserhöhung über 4,2 V pro LiIonen-Zelle hinaus würde sonst zu einer Zersetzung des Elektrolyten führen und Brandgefahr bedeuten.
Das Verfahren mittels Querreglers wird auch bei Ladestromquellen angewendet, die nicht unbelastet betrieben werden dürfen. Ein typisches Beispiel dafür sind kleine Windgeneratoren; unbelastet könnten diese, je nach Bauart und Windgeschwindigkeit, unzulässige Rotor-Drehzahlen und Leerlaufspannungen erreichen.
Für 12-V-Bleiakkus gibt es z. B. den speziell auf die Ladeschlussspannung von ca. 13,7 V abgestimmten 1,5-A-Festspannungsregler PB137. Er ist vergleichbar mit der Reglerreihe 78xx mit zusätzlicher Schutzbeschaltung. Nach Erreichen der Ladeschlussspannung des Akkus von 13,7 V bzw. wenn zuvor auf vorgeschriebene Ladeschlussspannung von ca. 15 V aufgeladen wurde, fließt in ihm nur noch der geringe Betriebsstrom des PB137 um 5 mA aus der Ladequelle.

#### Solar-Stromversorgung
Shuntregler regeln weiterhin in Satelliten die aus Solarzellen erzeugte Bordspannung. Längsregler würden hier einen Leistungsverlust von mehreren Prozent verursachen, da ihr Mindest-Spannungsabfall eine etwas höhere Spannung der Solarzelle erfordert, wodurch der Maximalstrom bei gleicher Bestrahlung etwas sinkt. Je nach Aufbau unterscheidet man lineare Shuntregler (Shunt Regulators) sowie einen Teil der Solarzellen kurzschließende Regler: Switching Shunt Regulators (S2R), Sequential Switching Shunt Regulators (S3R) oder Sequential Switching Shunt Series Regulators (S4R). Die (nach Bedarf oder periodisch) kurzgeschlossenen einzelnen Solarzellen-Segmente sind hierzu über Dioden mit der Busspannung verbunden und dadurch voneinander entkoppelt.

### Kombination Querregler/Längsregler
Solche Schaltungen können wie ein Längsregler eingesetzt werden, sind jedoch zusätzlich in der Lage, die Ausgangsspannung auch dann konstant zu halten, wenn Strom in den Ausgang hineinfließt (sourcing und sinking). Beispiele sind die Referenzspannungsquelle AD158x sowie der etwas stärkere LT1118.

## Schaltregler

Schaltungsschema eines Abwärtswandlers

Im Gegensatz zu Längsreglern, die das Produkt aus Spannungsdifferenz und Strom in Wärme umwandeln, funktionieren Schaltregler wesentlich effizienter: Eine Speicherdrossel wird mit Hilfe schneller Schalter (und einer Freilaufdiode) periodisch entweder mit Energie aus der Eingangsspannung versorgt oder muss Energie am Ausgang abliefern. Die am Ausgang der Drossel anliegende Spannung wird mittels Kondensator geglättet.
An idealen Schaltern, Speicherspulen und Kondensatoren würde keine Verlustleistung entstehen, auch an realen Bauelementen sind die Verlustleistungen wesentlich geringer als die Verluste von Linearreglern.
Es kann neben einer Spannungsreduktion wie bei Längsreglern darüber hinaus auch eine höhere oder eine invertierte Ausgangsspannung erzeugt werden.
Wie bei linearen Längsreglern, gibt es Varianten mit fixer und einstellbarer Ausgangsspannung.
Schaltregler für große Ströme (ab etwa 5 A) erfordern einen oder mehrere externe Schalttransistoren.
Bei geringen bis mittleren Leistungen werden heute Leistungs-MOSFETs als Schalter und für die Freilaufdioden Schottkydioden oder Synchrongleichrichtung verwendet, um die Verlustleistung zu verringern.
Waren früher Schaltfrequenzen nur knapp oberhalb des Niederfrequenz-Bereiches möglich (der NF-Bereich selbst wurde aus Lärmschutz und aus Gründen der hörbaren Einstreuung in NF-Komponenten weitgehend gemieden), gibt es im Jahre 2020 Schaltregler mit mehreren Megahertz Arbeitsfrequenz. Hierdurch können Elektrolytkondensatoren durch Keramik-Vielschicht-Kondensatoren (MLCC) ersetzt werden und die Drosseln sind kleiner, wodurch sich Lebensdauer, Zuverlässigkeit, Miniaturisierbarkeit und Arbeitstemperatur erhöhen. Arbeitsfrequenzen im dreistelligen MHz-Bereich erlauben sogar die Integration der Speicherdrossel auf dem Chip.
Schaltregler mit Synchrongleichrichtung sind rückspeisefähig, das heißt, sie können auch Strom aus der „Last“ zurück in die Speisespannungsquelle übertragen, wenn die Lastspannung die Sollspannung übersteigt. Diese Eigenschaft kann in der Antriebstechnik von Hybridelektrokraftfahrzeugen und Elektrolokomotiven den Wirkungsgrad erheblich steigern (Vierquadrantensteller, Rekuperation).

## Überlastverhalten
Falls überhaupt vorhanden, sind die folgenden Charakteristiken üblich. In einigen Fällen fehlt die Überstromsicherung, und bei Kurzschluss kann das Leistungsbauelement zerstört werden. Ein genügend hoher Innenwiderstand der Spannungsquelle oder des Leistungsbauelements stellt ebenfalls einen (primitiven) Überlastschutz dar.
Neben dem Schutz vor Überstrom darf auch ein thermischer Schutz nicht fehlen, im einfachen Fall durch überdimensionierte Kühlung. Bei integrierten Spannungsreglern ist ein solcher in der Regel eingebaut. Zu beachten ist bei der Schaltungsauslegung, dass die dabei auftretenden lokalen Erhitzungen zu Folgeschäden führen können.

### Foldback-Verhalten
Bei Überschreitung des maximalen Ausgangsstroms wird die Spannung so weit verringert, dass nur noch ein sehr kleiner Strom fließt. Die Spannung kehrt erst wieder zurück, wenn die Last entfernt wurde.

### Elektronische Sicherung
Beim Überschreiten des maximalen Ausgangsstroms wird der Ausgang abgeschaltet. Das Starten erfolgt manuell mit einem Taster. Je nach Schaltungsauslegung erfolgt der Hochlauf beim Zuschalten der eingangsseitigen Spannung automatisch – oder ebenso manuell.

### Rechteck-Verhalten
Mit Erreichen des maximalen Stromes wechselt der Regler in den Konstantstrom-Betrieb: Erhöht sich die Last weiter, bleibt der Ausgangsstrom konstant bis zum Kurzschluss. Dieses Verhalten findet sich häufig bei Labor-Stromversorgungen sowie bei integrierten Festspannungsreglern.

### Hiccup-Betrieb („Schluckauf“-Betrieb)
Der Regler (häufig bei Schaltreglern) versucht bei Überlastung ständig von neuem, die Ausgangsspannung anzuheben und liefert dazu periodisch bis zur Höhe des Maximalstromes ansteigende Stromimpulse.

## Wechselspannungsregler

### Regelung mit Stelltransformatoren

Schema eines Stufenschalters in einem Leistungstransformator mit einer unterbrechungsfreien Umschaltung zwischen Stufe zwei und drei

Die Regelung von Netzwechselspannung mit Stelltransformatoren ist sehr verlust- und verzerrungsarm, jedoch aufgrund des motorischen Stellantriebes langsam.
Es werden Transformatoren eingesetzt, deren Übersetzungsverhältnis während des Betriebes verändert werden kann. Das können automatisch angetriebene Stelltransformatoren oder Transformatoren mit Anzapfungen (Spannungsregelung) sein, die umgeschaltet werden.
Bei Leistungstransformatoren in Umspannwerken kommen standardmäßig so genannte Stufenschalter für Leistungstransformatoren zum Einsatz. Diese Schalteranordnungen bestehen aus einem Lastschalter mit Vorwähler. Die Vorwähler stellen Trenner dar, welche fix im Gehäuse des Leistungstransformators eingebaut sind und wegen der geringeren Strombelastung auf der Oberspannungswicklung angeordnet sind. Dabei wird eine Anpassung der Netzspannung im Bereich von typisch ±25 % ermöglicht. Die Änderung der Spannung erfolgt bei diesen und auch bei kleineren Geräten unterbrechungsfrei unter Last durch Umschalten zwischen Wicklungs-Anzapfungen. Dabei entsteht ein kurzzeitiger Windungsschluss, dessen Strom durch zwei Widerstände, in nebenstehender Abbildung als Widerstand A und B bezeichnet, begrenzt werden muss. Die letzte Stufe der Spannungsregelung in öffentlichen Stromnetzen erfolgt bei der Speisung der Mittelspannungsnetze. Die lokalen Transformatorenstationen zur Speisung der Haushalte mit Niederspannung von üblicherweise 230/400 V besitzen im Regelfall ein fix eingestelltes Übersetzungsverhältnis ohne Einstellmöglichkeit im Betrieb.
Bei indirekt arbeitenden Reglern wird über Zusatztransformatoren vergleichsweise geringer Leistung eine phasengleiche oder um 180° phasenverschobene Spannung in Reihe zum Verbraucher zur Eingangsspannung addiert oder von ihr subtrahiert. Die Zusatztransformatoren werden ihrerseits aus automatisch angetriebenen Stelltransformatoren gespeist. Sie gestatten abhängig von ihrem Übersetzungsverhältnis eine Spannungsregelung von z. B. ±25 %. Bei Netzregel-Geräten nach diesem Prinzip und auch bei kleineren Geräten mit automatischen Stelltransformatoren bedarf es keiner Maßnahmen zur Strombegrenzung während der Wicklungsumschaltung; die dabei zur Kontaktierung der freiliegenden Windungen verwendeten Graphitrollen bieten selbst einen ausreichenden Beitrag zur Stromaufteilung.
Als Querregler, realisiert beispielsweise in Form von Phasenschiebertransformatoren, werden in Dreiphasenwechselstromnetzen auf der Höchstspannungsebene von 220 kV oder 400 kV verwendet. Damit kann sowohl der Betrag als auch die Phasenlage geändert und so Lastflüsse gezielt beeinflusst werden. Sie können wie Wechselstromregler mit Zusatztransformatoren realisiert werden. Die Regelwicklung des Zusatztransformators liegt in Reihe zur Last an der Phase S. Die in ihr induzierte Regelspannung besitzt eine bestimmte Phasenlage, die mit der Primärspannung und deren Phasenlage eingestellt werden kann. Die Primärwicklung wird mit einer Tertiärwicklung des Haupttransformators oder durch einen separaten Erregertransformator gespeist. Durch Wahl der Schaltgruppen der Wicklungen des Haupt- und des Zusatztransformators lassen sich Zusatzspannungen beliebiger Höhe und Phasenlage einstellen.
Neuere Verfahren zur Einstellung der Netzwechselspannung und der Leistungsflüsse basieren auf Leistungselektronik und werden unter dem Begriff Flexible-AC-Transmission-System (FACTS) zusammengefasst.

### Magnetische Spannungskonstanthalter

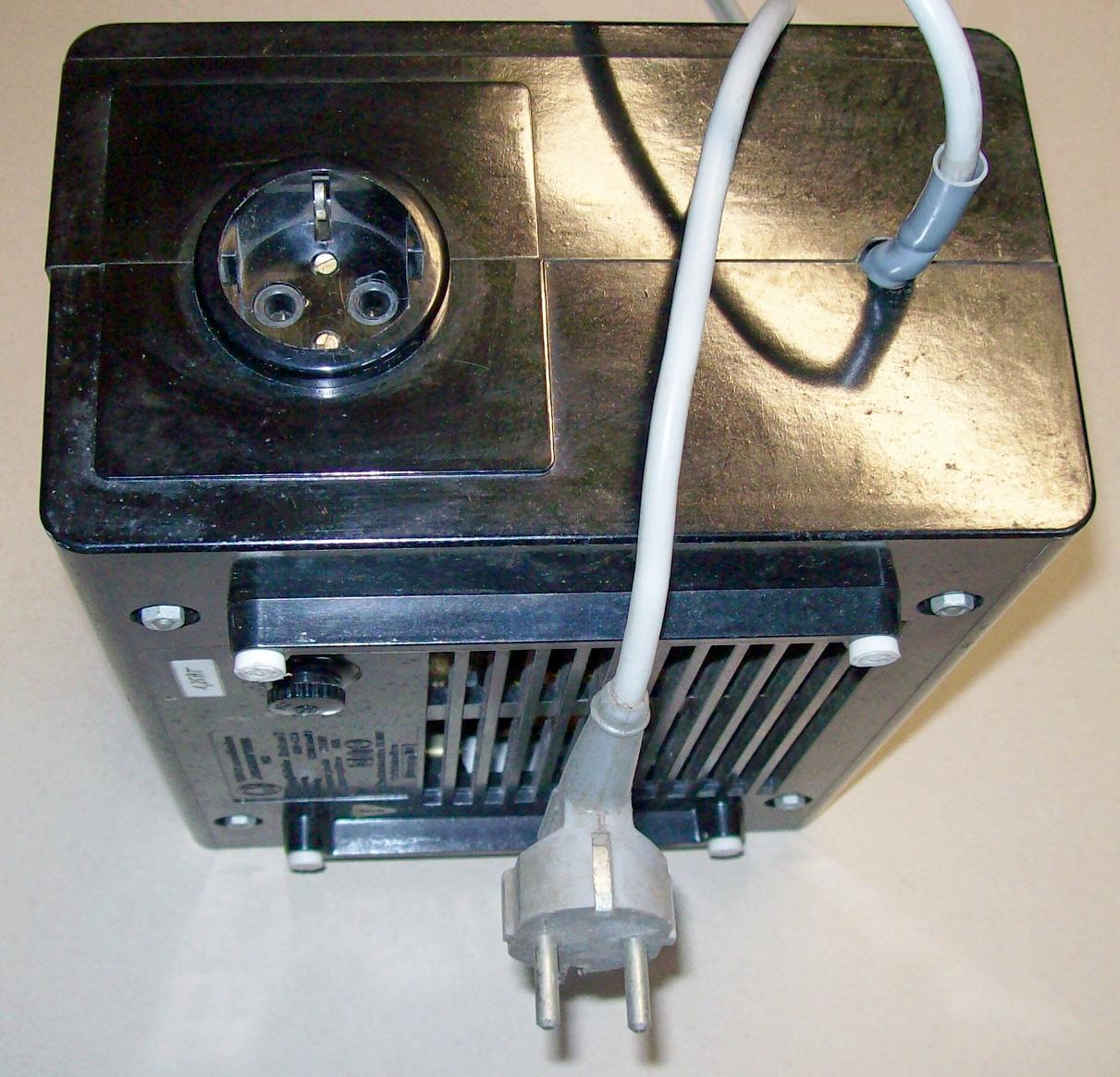
Magnetischer Spannungsgleichhalter für Netzspannungs-Verbraucher bis 200 W; 12,5 cm × 20 cm × 26 cm

Magnetische Spannungskonstanter wurden früher häufig zum Betrieb röhrenbestückter Geräte verwendet, um die damals oft stärker schwankende Netzspannung automatisch zu stabilisieren. Sie bestehen aus einem Transformator, einer Drossel mit Anzapfungen und einem Kondensator, der mit der Drossel einen Schwingkreis bildet. Bei der Stabilisierung wird das Sättigungsverhalten des Eisenkerns der Drossel ausgenutzt. Diese Regler arbeiten schneller (20 bis 30 ms) als motorische Netzspannungsregler, haben jedoch einen kleineren Regelbereich, einen Restfehler nach der Stabilisierung (Schwankungen von 20 % werden z. B. auf 3 % verringert) und besitzen größere Verluste. Sie enthalten keine mechanisch bewegten Teile oder Kontakte und sind daher sehr zuverlässig.
Die Nennleistung historischer Geräte betrug entsprechend ihrer Bestimmung bis 300 Watt, 2020 werden Geräte mit bis zu mehreren Kilowatt angeboten. Die Regeleigenschaften werden mit einer Einschwingzeit 40 bis 60 ms auf 1 % Abweichung bei Netzschwankungen von +10 % und −20 % beschrieben. Voraussetzung ist eine Last mit einem Leistungsfaktor 1.

### Magnetische Spannungskonstanthalter mit Transduktor
Seit den 1960er Jahren gibt es Wechselspannungsstabilisatoren, die auf Transduktorbasis arbeiten: Mit diesem wird die Primärspannung eines Spartransformators geregelt.
Bekannte Hersteller sind Philips, Statron, Wandel und Goltermann (WS-3, WS-5, WS-6 und WS-10) und Wekafon. Sie sind ähnlich schnell wie die klassischen „Konstanzen“, jedoch wesentlich genauer, die effektive Ausgangsspannungabweichung ist z. B. beim WS-5 0,03%.